# Michael Moore

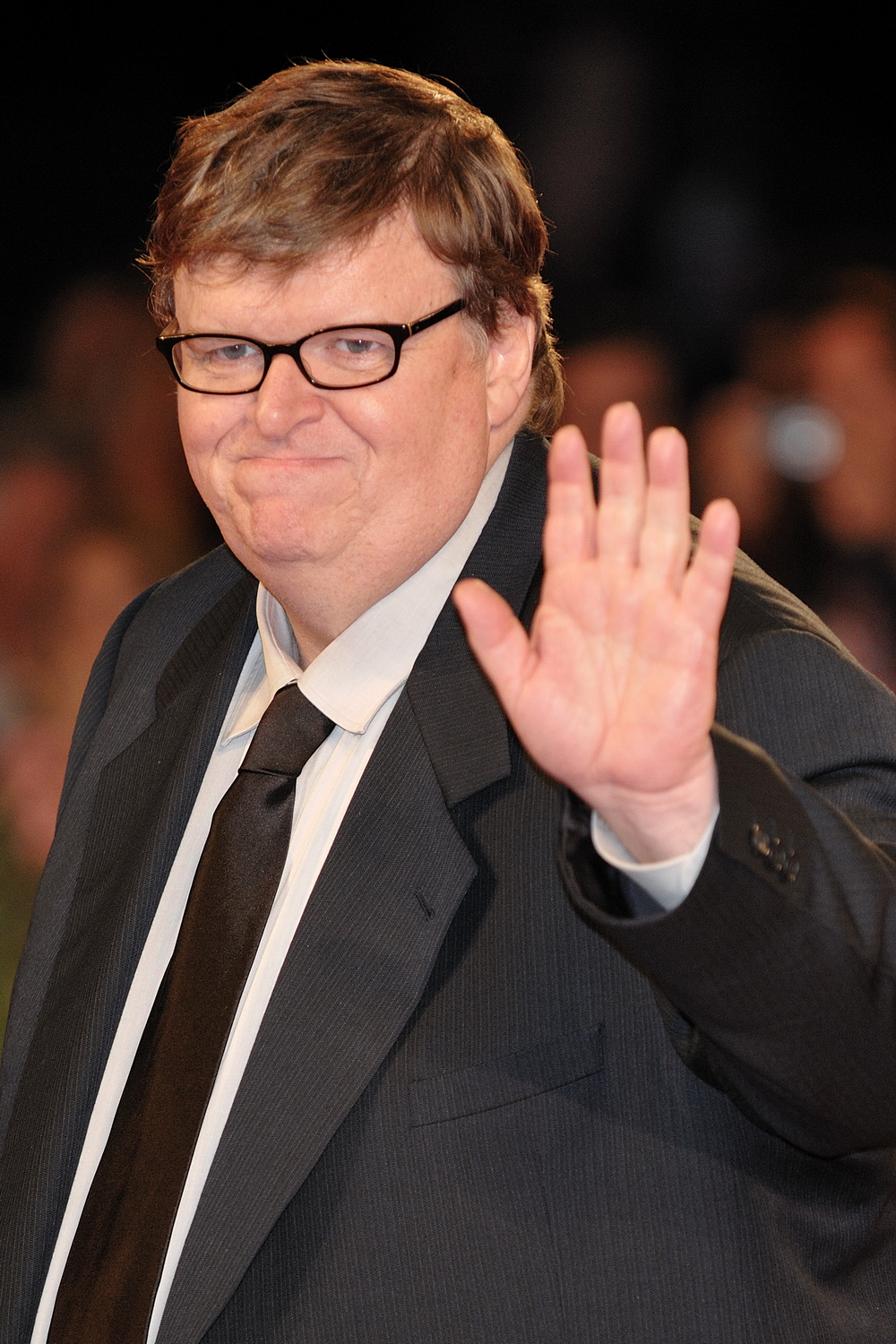
Michael Moore vid filmfestivalen i Venedig i september 2009.

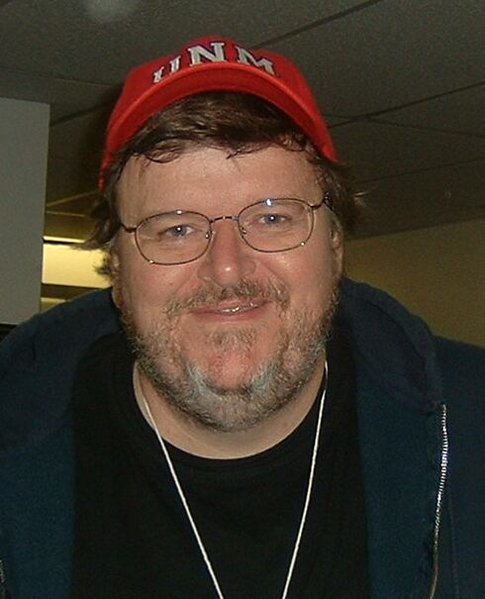
Michael Moore 2004.

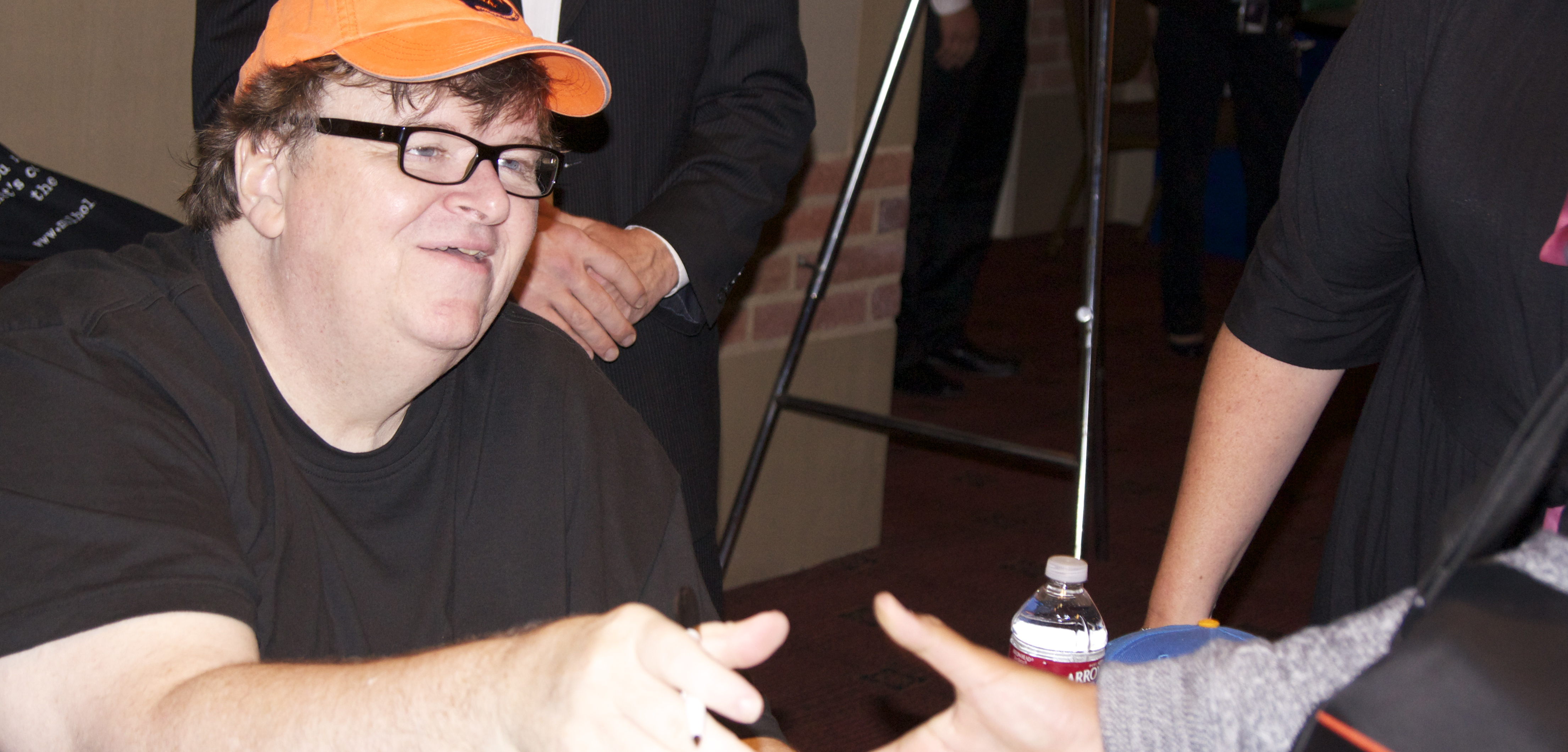
Michael Moore 2011.

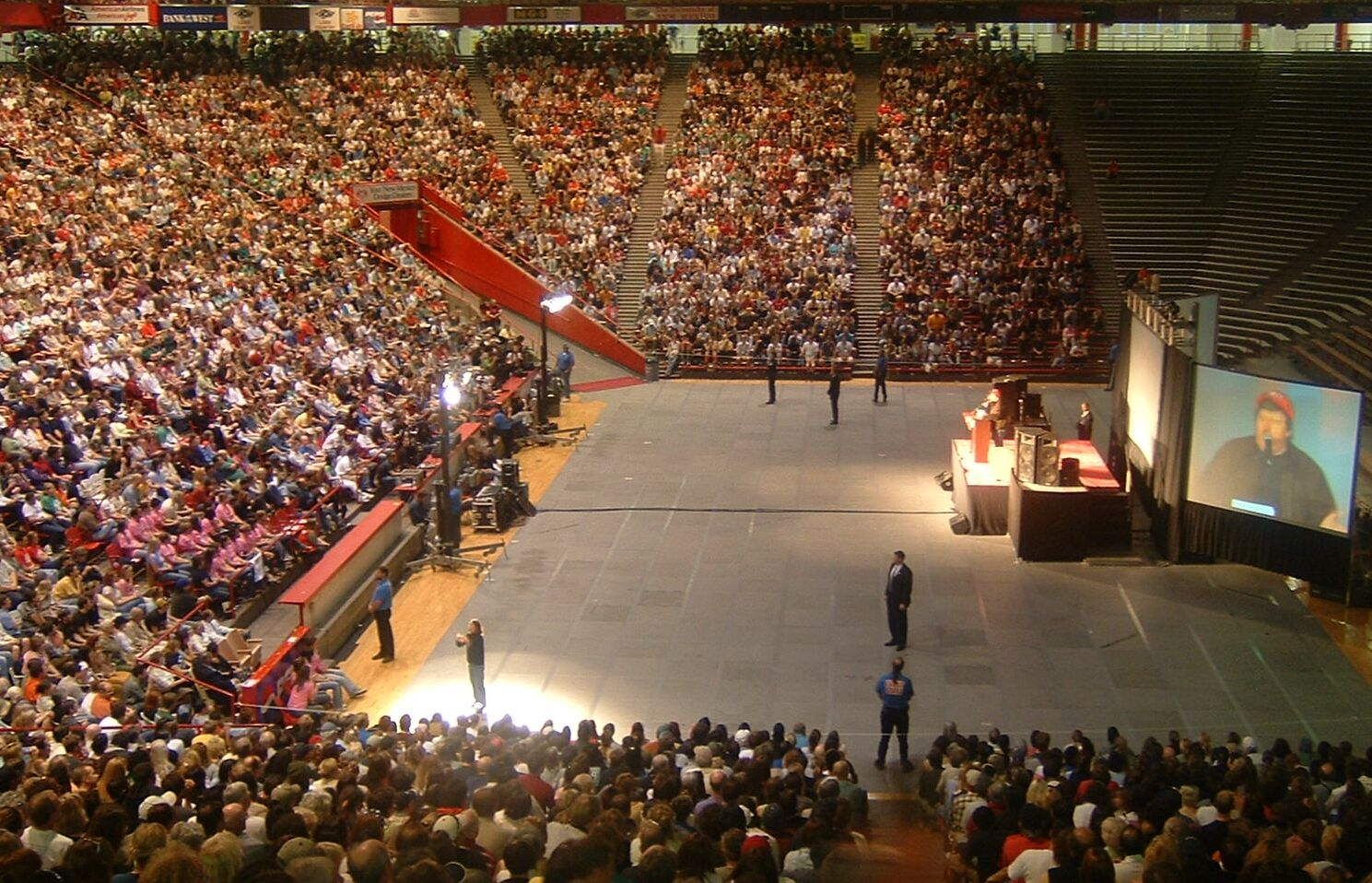
Michael Moore uppmanar folk att rösta i presidentvalet i USA 2004.

Michael Francis Moore, född 23 april 1954 i Flint i Michigan, är en amerikansk filmskapare, författare, journalist och politisk aktivist. Han har gjort sig känd för sin uttalade kritiska ställning mot globaliseringen, privatisering, våld, invasionen av Irak, "kriget mot terrorismen" och George W. Bushs administration, under Bushs tid som USA:s president 2000–2008.

## Karriär
Bowling for Columbine (2002) belönades med en Oscar för bästa dokumentär och Fahrenheit 9/11 (2004) belönades vid filmfestivalen i Cannes 2004 med Guldpalmen. Filmerna ledde till debatt om både Moores tillvägagångssätt och om det amerikanska samhället.
Hans dokumentärer var bidragande till att dokumentärfilmsgenren fick ett uppsving under 2000-talets första årtionde. Efterföljare är till exempel Morgan Spurlocks Super Size Me från 2004.
2015 hade dokumentären Where to Invade Next premiär, vilken skildrade Europas länders välfärdssystem och Europas medborgares välfärdsförmåner. Dokumentären mötte kritik för sin ensidighet och för att inte skildra en korrekt bild av Europa.[källa behövs]

## Filmografi
- 1989 – Roger och jag
- 1992 – Pets or Meat: The Return to Flint
- 1994–1995 – TV Nation (TV-serie)
- 1995 – Canadian Bacon (spelfilm)
- 1997 – The Big One
- 1998 – And Justice for All
- 1999–2000 – Michael Moores USA (TV-serie) (The Awful Truth)
- 2002 – Bowling for Columbine
- 2004 – Fahrenheit 9/11
- 2007 – Sicko
- 2008 – Slacker Uprising
- 2009 – Capitalism: A Love Story
- 2015 – Where to Invade Next
- 2016 – Michael Moore in TrumpLand
- 2018 – Fahrenheit 11/9
- 2020 – Planet of the Humans (producent)

Moore har även regisserat flera musikvideor, bland annat åt musikgruppen Rage Against the Machine och en musikvideo för System of a Downs låt "Boom!", som flera TV-bolag vägrade visa då den innehåller demonstrationer mot kriget i Irak.[källa behövs]

### Fotnoter
1. ↑  Encyclopædia Britannica, Encyclopædia Britannica Online-ID: biography/Michael-Mooretopic/Britannica-Online, läst: 9 oktober 2017.[källa från Wikidata]
2. ↑  filmportal.de, Filmportal-ID: 60b9057cb507482abe82b350dcad5b28, läst: 9 oktober 2017.[källa från Wikidata]
3. ↑  Internet Broadway Database, Internet Broadway Database person-ID: 514773, läst: 9 oktober 2017.[källa från Wikidata]
4. ↑  Libris, Kungliga biblioteket, 18 september 2012, Libris-URI: sq4626sb0l8kj5b, läst: 24 augusti 2018.[källa från Wikidata]